# Anomaloglossus megacephalus
Anomaloglossus megacephalus es una especie de anfibio anuro de la familia Aromobatidae.

## Distribución geográfica
Esta especie es endémica de la Sierra de Pacaraima en Guyana que también hace parte de la Guayana esequiba (Venezuela). Habita entre los 1060 y 1490 m sobre el nivel del mar en Tepuy Maringma y Ayanganna.
Su presencia es incierta en Venezuela.

## Publicación original
- Kok, MacCulloch, Lathrop, Willaert & Bossuyt, 2010 : A new species of Anomaloglossus (Anura: Aromobatidae) from the Pakaraima Mountains of Guyana. Zootaxa, n.º 2660, p. 18-32.[3]